# Meridosternata
Sous-ordre
Les Meridosternata forment un sous-ordre d'oursins irréguliers de l'ordre des Holasteroida, apparu au Crétacé supérieur, ayant connu une radiation évolutive jusqu'au Paléocène mais désormais représentée seulement par une poignée d'espèces cantonnées aux abysses.

## Taxonomie

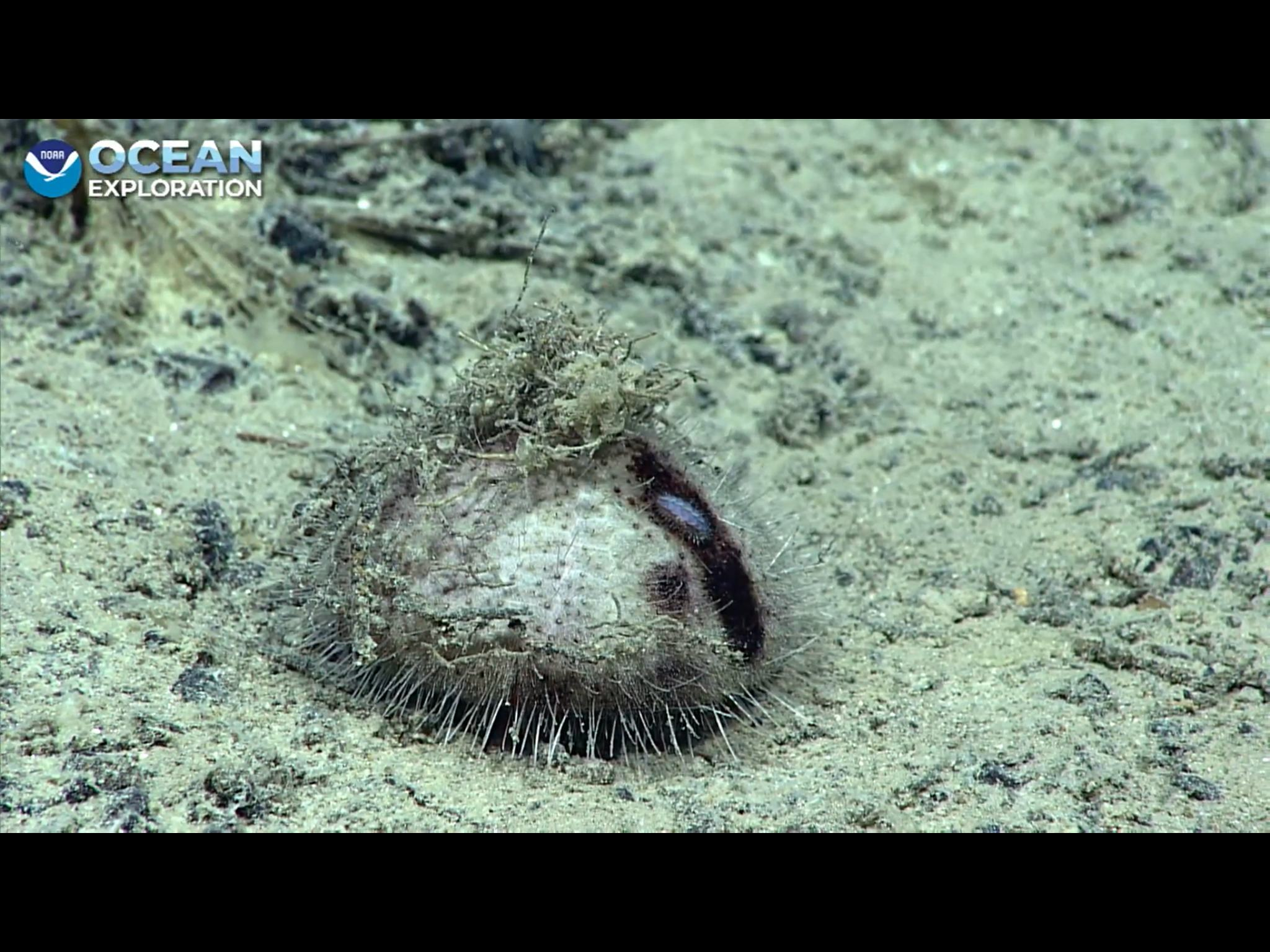
Spécimen de Cystechinus loveni observé in situ dans les abysses au large de l'Alaska.

Le sous-ordre des Meridosternata (Lovén, 1883) regroupe les taxons suivants selon World Register of Marine Species (4 février 2015) :
- Sous-ordre Meridosternata (Lovén, 1883)
  - Infra-ordre Cardiasterina † :
    - Famille Cardiasteridae Lambert, 1917 †
    - Famille Stegasteridae Lambert, 1917f †

  - Famille Echinocorythidae Wright, 1857 †
  - Famille Holasteridae Pictet, 1857 †
  - Genre Salvaster Saucède, Dudicourt & Courville, 2012 †
  - Infra-ordre Urechinina
    - Famille Calymnidae Mortensen, 1907 -- 2 genres actuels
    - Famille Carnarechininae Mironov, 1993 -- 1 genre actuel (douteux)
    - Famille Corystusidae Foster & Philip, 1978 -- 1 genre actuel (monospécifique)
    - Famille Plexechinidae Mooi & David, 1996 -- 1 genre actuel
    - Famille Pourtalesiidae A. Agassiz, 1881 -- 9 genres actuels
    - Famille Urechinidae Duncan, 1889 -- 4 genres actuels

  - infraordre † Stegasterina.

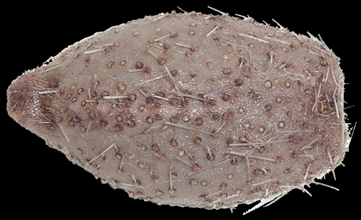
Pourtalesia wandeli (espèce actuelle abyssale, famille des Pourtalesiidae).
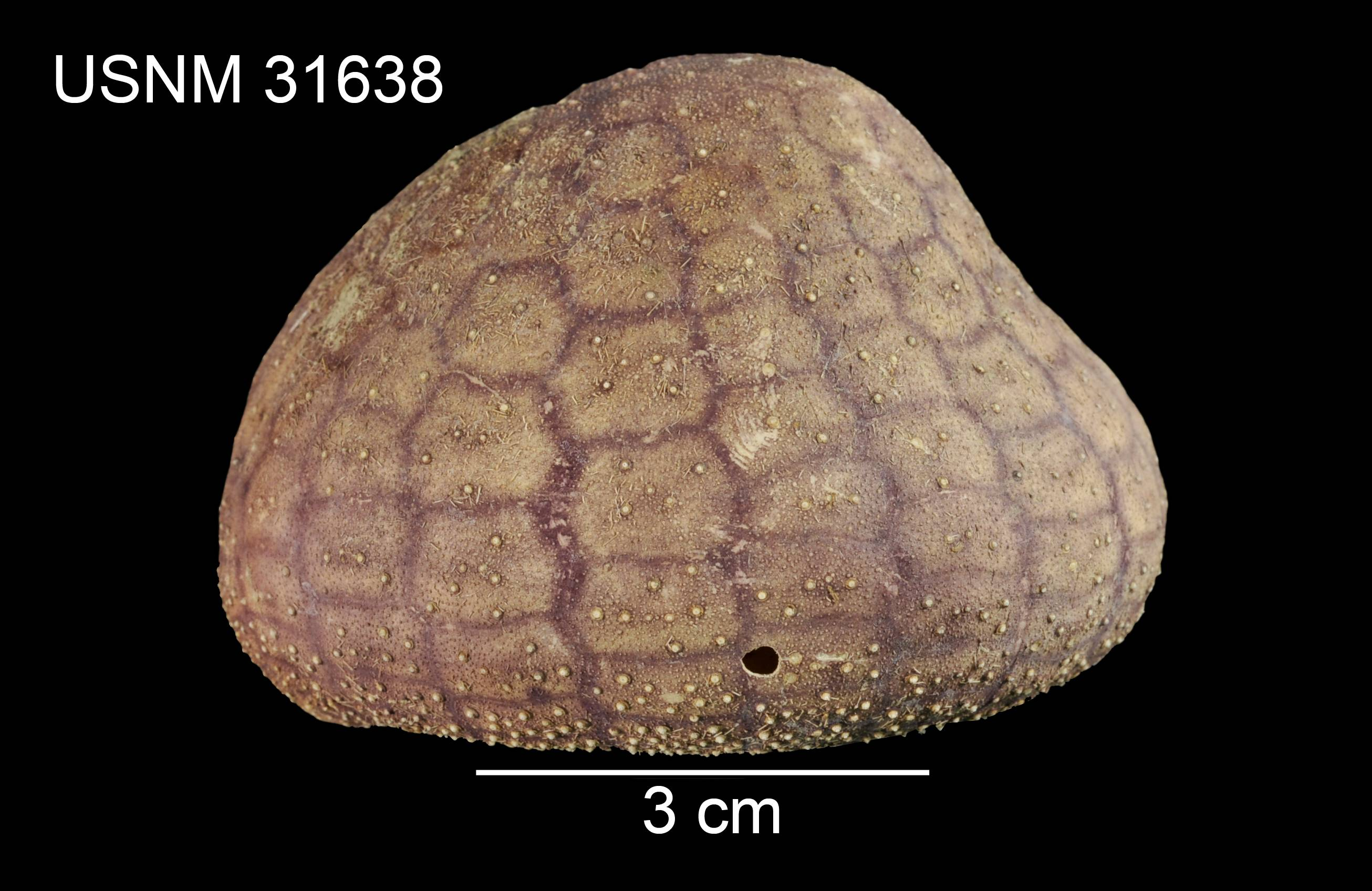
Urechinus reticulatus (espèce actuelle abyssale, famille des Urechinidae).
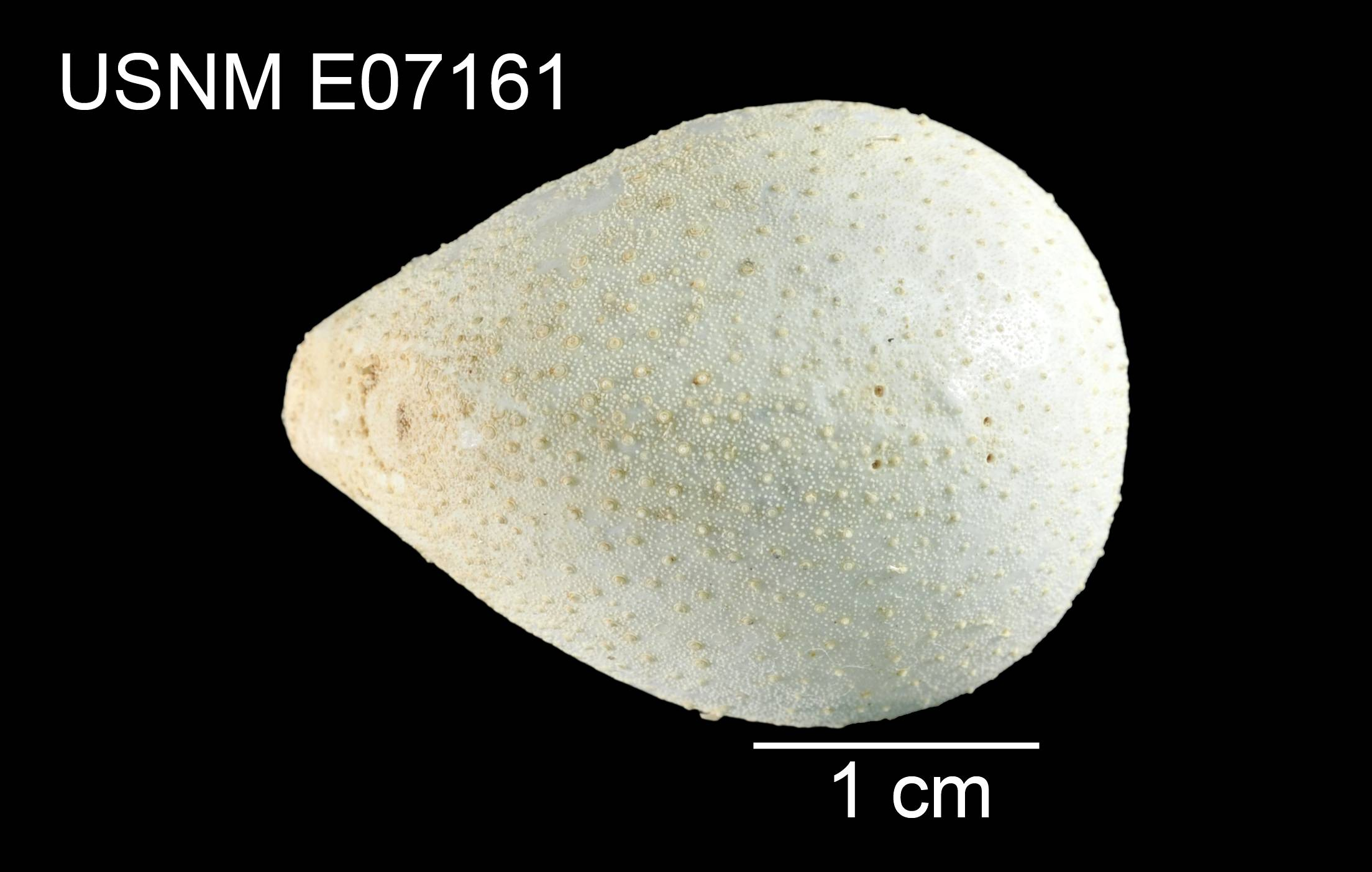
Plexechinus spectabilis (espèce actuelle abyssale, famille des Plexechinidae).
Hagenowia elongata (espèce fossile, famille des Cardiasteridae).
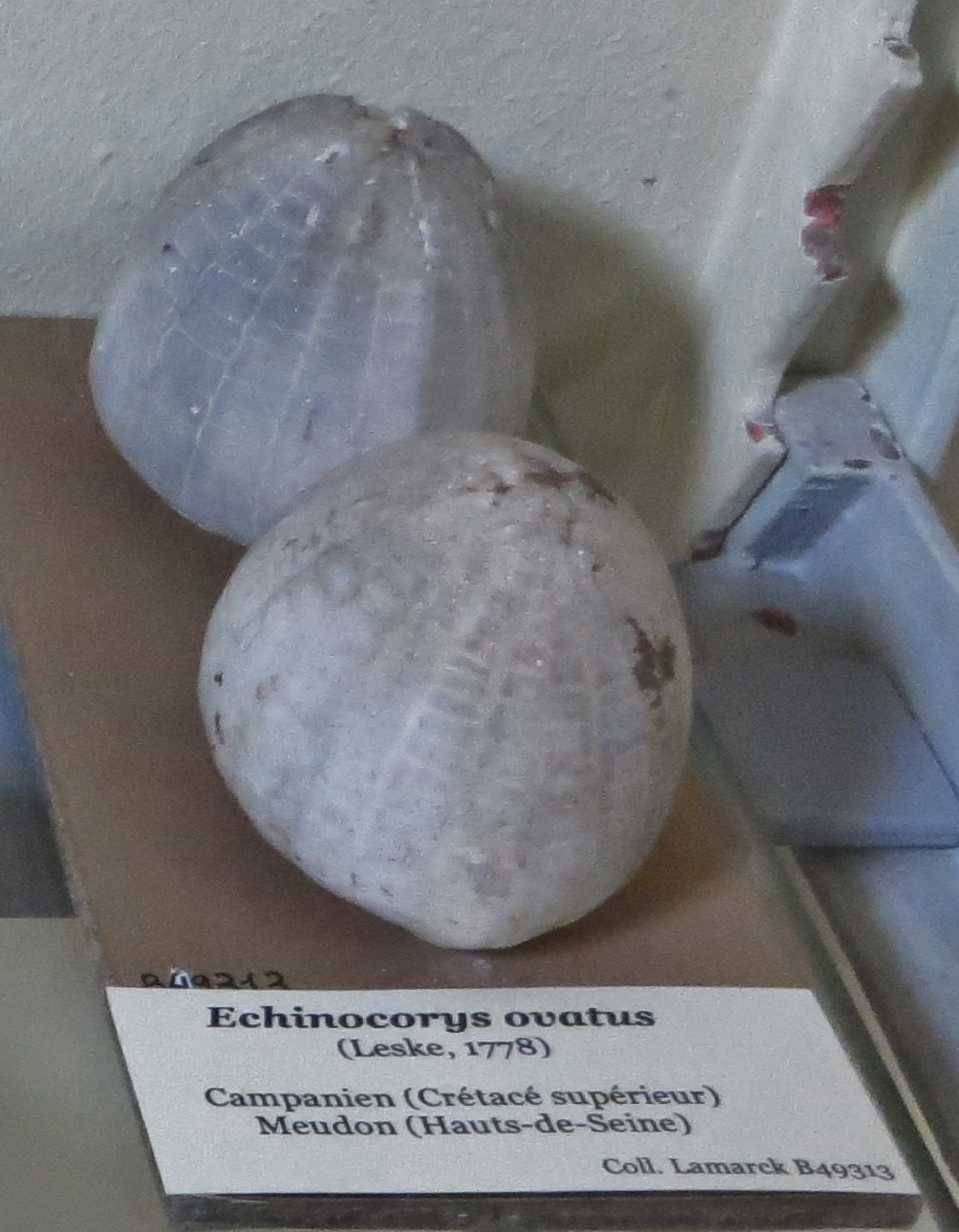
Echinocorys ovatus (espèce fossile, famille des Echinocorythidae, MNHN).